# Plate-forme de Pittsburgh de 1999
Pour les articles homonymes, voir Plate-forme de Pittsburgh.
La plate-forme de Pittsburgh de 1999, officiellement dénommée A Statement of Principles for Reform Judaism (une déclaration des principes pour le judaïsme réformé) , est un document définissant les principes du judaïsme réformé américain, adopté par la Conférence centrale des rabbins américains à Pittsburgh, Pennsylvanie, en 1999. 
Le préambule définit la voie à suivre par les Juifs réformés :  
« Cette déclaration affirme les principes centraux du judaïsme, de Dieu et d'Israël, même si elle reconnait la diversité des croyances et des pratiques du judaïsme réformé. Elle invite aussi tous les Juifs réformés à s'engager dans un dialogue avec les sources de notre tradition, en concordance avec nos connaissances, notre expérience et notre foi. Ainsi, nous espérons transformer notre vie par la kedushah (sainté). »
Cette plate-forme réactualise et modifie différentes plates-formes précédemment publiées par la mouvement du judaïsme réformé, dont principalement le document fondateur ou plate-forme de Pittsburgh de 1885. Ce document initial avait déjà été amendé par les plates-formes de Columbus de 1937 et de Miami de 1997. Une des modifications principales est le revirement de la position du mouvement réformé à l'égard d'Israël.

## Texte de la plate-forme
Le texte complet de la plate-forme de 1999 est traduit ci-dessous: 

### Dieu
Nous affirmons la réalité et l'unicité de Dieu, même si nous pouvons différer dans notre compréhension de la présence divine.
Nous affirmons que le peuple juif est lié à Dieu par une b'rit (pacte) éternelle, telle qu'exprimée par nos différentes compréhension de la Création, de la Révélation et de la Rédemption.
Nous affirmons que chaque être humain est créé b'tzelem Elohim (à l'image de Dieu), et qu'en conséquence chaque vie humaine est sacrée. 
Nous considérons avec révérence toute la création de Dieu et reconnaissons notre responsabilité humaine de la préservée et de la protégée.   
Nous constatons la présence de Dieu dans les moments d'effroi et d'émerveillement, dans les actes de justice et de compassion, dans les rapports affectueux et dans les expériences de tous les jours. 
Nous répondons quotidiennement à Dieu; par nos prières publiques ou privées, par notre étude et par l'exécution des autres mitzvot (obligations sacrées)  bein adam la Makom (envers Dieu) et  bein adam la-chaveiro (envers les autres êtres humains).
Nous œuvrons pour une foi qui nous fortifie au travers des vicissitudes de notre vie, maladie et guérison, transgression et repentance, deuil et consolation, désespoir et espoir. 
Nous continuons d'avoir la foi, en dépit des maux  indicibles commis contre notre peuple et des souffrances endurées par les autres, l'union de Dieu et de l'humanité l'emportera finalement.  
Nous avons confiance dans la promesse de notre tradition que, bien que Dieu nous a créé comme des êtres mortels, l'âme qui est en nous est éternelle.  
Par toutes ces voies, et plus, Dieu donne une signification et un but à notre vie.

### Torah
Nous affirmons que la Torah est le fondement de la vie juive.  
Nous chérissons les vérités révélées par la Torah, la révélation suivie de Dieu à notre peuple et le rapport de la relation suivie de notre peuple avec Dieu.  
Nous affirmons que la Torah est une manifestation de ahavat olam (amour éternel) de Dieu pour le peuple juif et pour toute l'humanité. 
Nous affirmons l'importance de l'étude de l'hébreu, le langage de la Torah et de la liturgie juive, de façon à nous rapprocher des textes sacrés de notre peuple.   
Nous sommes invités par la Torah à une étude permanente, chez nous, à la synagogue et dans chaque endroit où des Juifs se rassemblent pour étudier et enseigner. Au travers de l'étude de la Torah, nous sommes amenés à réaliser des mitzvot, la façon de sanctifier notre vie.
Nous nous sommes engagés à l'étude suivie de la totalité des mitzvot et à l'accomplissement de celles qui s'adressent à nous en tant qu'individu et en tant que communauté. Certaines de ces mitzvot, obligations sacrées, sont observées depuis longtemps par les Juifs réformés; d'autres, aussi bien anciennes que modernes, demandent une attention renouvelée en raison du contexte unique de notre époque.  
Nous avons apporté la Torah au monde quand nous cherchions à sanctifier le temps et les lieux de notre vie, par des observances régulières communautaires et personnelles. Le chabbat nous enjoint d'octroyer les plus hautes valeurs morales à notre travail quotidien et de culminer la semaine de labeur avec Kiddouch (sainteté), Menouchah (repos) et Oneg (joie). Les jours redoutables nous interpellent pour rendre compte de nos actions. Les fêtes nous permettent de célébrer avec joie le périple religieux de notre peuple dans le contexte changeant des saisons. Les jours de commémoration nous rappellent les tragédies et les triomphes qui ont façonné l'expérience historique de notre peuple, aussi bien dans les temps anciens que dans les temps modernes. Et nous marquons les jours importants de notre voyage personnel avec des rites traditionnels et créateurs qui révèlent la sainteté de chaque étape de la vie.    
Nous avons apporté la Torah au monde quand nous nous efforcions de remplir les mandats éthiques les plus élevés dans nos relations avec les autres et avec toute la création de Dieu. Partenaires avec Dieu dans le Tikkoun olam (réparation du monde), nous sommes appelés à aider à rapprocher l'ère messianique. Nous recherchons le dialogue et des actions communes avec les personnes des autres religions, dans l'espoir que tous ensemble nous puissions apporter la paix, la liberté et la justice à notre monde. Nous sommes dans l'obligation d'exercer Tzedek (la justice et la vertu), et de réduire la distance entre le puissant et le pauvre, d'agir contre la discrimination et l'oppression, d'amener la paix, d'accueillir l'étranger, de protéger la biodiversité de la terre et ses ressources naturelles et de racheter ceux qui se trouvent en esclavage physique, économique ou spirituel. En agissant ainsi, nous réaffirmons que la justice sociale et l'action sociale sont un des fondements prophétiques centraux de la foi et de l'action du judaïsme réformé traditionnel. Nous encourageons la Mitzva de la  Tsedaka  (charité), la mise de côté d'une partie de nos gains et de notre temps afin de venir en aide aux nécessiteux. Ces actions nous rapprochent de l'exaucement de l'appel prophétique de traduire les mots de la Torah en ouvrages de nos mains.       
Par toutes ces voies, et plus, la Torah donne une signification et un but à notre vie.

### Israël
Nous sommes Israël, un peuple aspirant à la sainteté, choisi par notre pacte ancien et notre histoire unique parmi les nations, à être le témoin de la présence divine. Nous sommes liés par ce pacte et par cette histoire à tous les Juifs à toute époque et en tout lieu. 
Nous encourageons la Mitzva de Ahavat Israël (amour pour le peuple juif) et de K'lal Israël (l'intégralité de la communauté d'Israël). Reconnaissant que Kol Israël Arevim zeh ba-zeh (tous les Juifs sont responsables entre eux), nous tendons la main à tous les Juifs par delà les frontières idéologiques et géographiques.  
Nous intégrons le pluralisme religieux et culturel comme une expression de la vitalité de la vie communautaire juive en Israël et dans la Diaspora.   
Nous promettons d'accomplir l'engagement historique du judaïsme réformé de l'égalité complète entre l'homme et la femme dans la vie juive. 
Nous sommes une communauté engageante, ouvrant les portes de la vie juive aux personnes de tout âge, aux différents types de familles indépendamment de leur orientation sexuelle, aux Gerim (ceux qui se sont convertis au judaïsme), et à toutes les personnes et familles, y compris les familles de mariage mixte qui s'efforcent de créer un foyer juif.    
Nous pensons que nous devons non seulement ouvrir nos portes à ceux prêts à entrer dans notre foi, mais aussi encourager ceux qui espèrent trouver un foyer spirituel dans le judaïsme. 
Nous nous engageons à renforcer le peuple d'Israël en aidant les individus et les familles dans leur création d'un foyer riche en connaissance et observances juives.  
Nous nous engageons à renforcer le peuple d'Israël en faisant de nos synagogues le centre de la vie communautaire juive, de façon qu'elle puisse élever les qualités intellectuelles, spirituelles et culturelles de notre vie.    
Nous sommes engagés au côté de Medinat Israël (l'État d'Israël), et nous nous réjouissons de sa réussite. Nous proclamons les qualités uniques de vivre en Eretz Israel (la terre d'Israël) et encourageons l'alya (l'immigration vers Israël). 
Nous nous engageons sur une vision de l'État d'Israël qui assure les droits complets civils, religieux et humains à tous ses habitants et qui œuvre pour une paix durable entre Israël et tous ses voisins.  
Nous nous engageons à promouvoir et à renforcer le judaïsme progressif en Israël, ce qui enrichira la vie spirituelle de l'État d'Israël et de son peuple. 
Nous affirmons que le judaïsme israélien et celui de la Diaspora doivent rester des communautés vivantes et interdépendantes. Comme nous poussons les Juifs résidant hors d'Israël à apprendre l'hébreu en tant que langue vivante, et à se rendre périodiquement en Israël afin d'étudier et approfondir leur relation avec la Terre d'Israël, nous affirmons que les Juifs israéliens ont beaucoup à apprendre de la vie religieuse des communautés juives de la Diaspora. 
Nous nous engageons à promouvoir le judaïsme progressif au travers le monde comme mode de vie religieux constructif pour le peuple juif.
Par toutes ces voies, et plus, Israël donne une signification et un but à notre vie. 